# Гротичела (Фрозиноне)
Гротичела је насеље у Италији у округу Фрозиноне, региону Лацио.
Према процени из 2011. у насељу је живело 133 становника. Насеље се налази на надморској висини од 446 м.